# Ramón Julián Puigblanqué
Ramón Julián Puigblanqué, auch bekannt als Ramonet, (* 9. November 1981 in Manlleu) ist ein spanischer Sportkletterer.

## Karriere

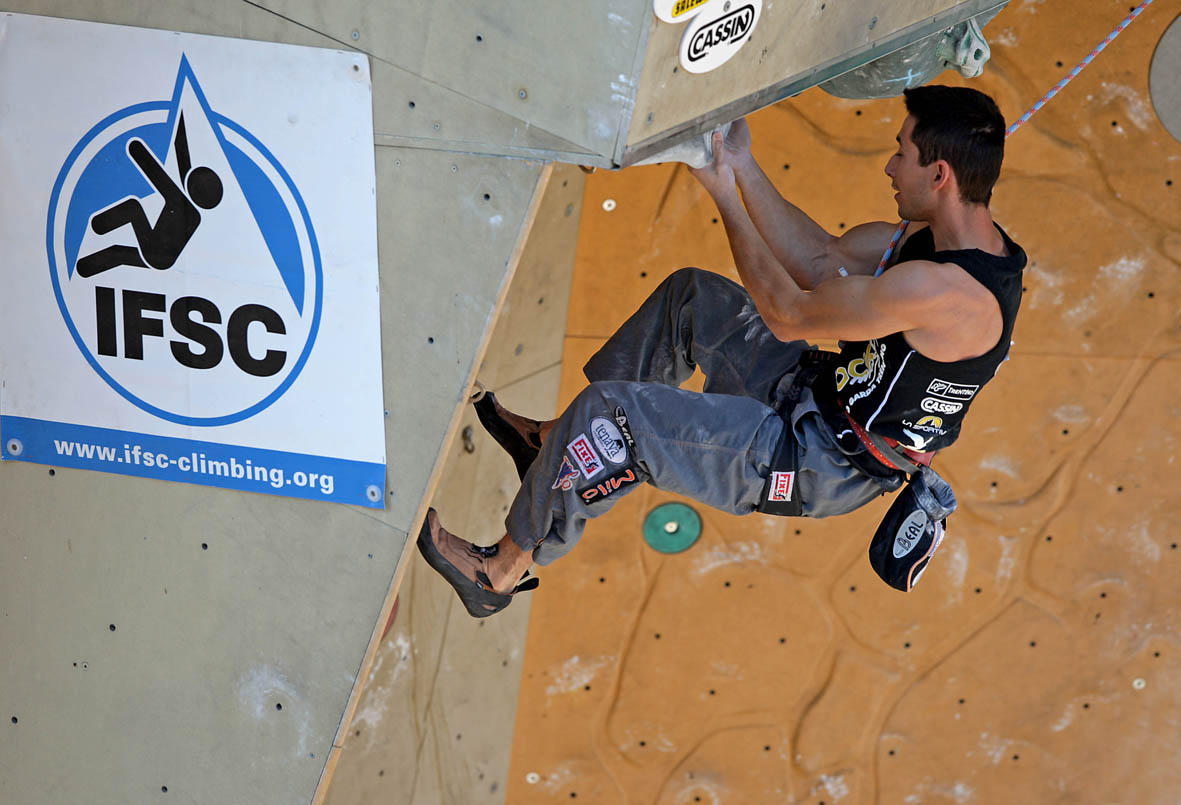
Puigblanqué (2007)

Mit 18 Jahren nahm Ramón Julián Puigblanqué 2000 an seiner ersten Kletter-WM teil. In Amsterdam belegte er den 13. Platz. In den folgenden Jahren gewann der Spanier zahlreiche Weltcups und konnte im Jahr 2010 mit dem Gesamtsieg seine beste Gesamtplatzierung erreichen.
Im gleichen Jahr wurde Puigblanqué im heimischen Aviles Weltmeister. Vor seinem Landsmann Lakunza sorgte er für einen spanischen Doppelsieg.
März 2003 sorgte der spanische Spitzenkletterer für Aufsehen, als er die bekannte La-Rambla-Direktroute, in Siurana (Spanien), die mit 9a+ bewertet wird, erstbegehen konnte. Im Jahr 2012 gelangen ihm mit Nit de bruixes in Margalef und Catxasa in Santa Linya zwei weitere Routen in diesem Schwierigkeitsgrad.

## Erfolge
- Gesamtweltcupsieg 2010 sowie 2. Platz 2003, 2007 und 2011
- Weltmeister in Aviles (ESP) 2007 und in Arco (ITA) 2011 im Schwierigkeitsklettern
- Europameister in  Lecco (ITA) 2004 sowie Imst (AUT) 2010
- Rock Master 2005, 2006, 2007, 2009, 2010, 2012 und 2013
- 15 Weltcupsiege und zwölf zweite Plätze, u.a:
  - Puurs (BEL), 28. September 2007
  - Singapur (SIN), 5. August 2006
  - Qinghai (CHN), 29. Juli 2006
  - Puurs (BEL), 29. April 2005
  - Kranj (SLO), 14. November 2003
  - Prag (CZE), 11. Oktober 2003
  - Aprica (ITA), 3. Oktober 2003
  - Kranj (SLO), 15. November 2002
- Sieg bei Int. Event in Serre Chevalier (FRA) am  20. Juli 2007